# The Third Nail
The Third Nail (en español: El tercer clavo) es una película de crimen y drama estadounidense de 2008, dirigida por Kevin Lewis y protagronizado por Huntley Ritter, Krista Allen, Charles S. Dutton y Chloë Grace Moretz. Se estrenó el 8 de febrero de 2008.

## Sinopsis
Un hombre joven es sentenciado a cadena perpetua por haber matado a dos niños, a pesar de ser un crimen que el nunca cometió. Los análisis de ADN finalmente consiguieron demostrar la verdad, y que se le retiraran los cargos para ponerlo en libertad. Pero ya no hay escapatoria para este hombre, que es buscado por las bandas que dominaban la cárcel en la que se encontraba... para darle muerte. Cuando su propia hija es secuestrada y, presumiblemente, asesinada también, el protagonista buscará saciar su sed de venzanga. ¿Hasta dónde estará dispuesto a llegar? ¿Conseguirá al final de esta historia encontrar la redención?.

## Reparto
- Huntley Ritter Como Trey Deonte.
- Krista Allen Como Hannah.
- Charles S. Dutton Como Sydney Washington.
- Chloë Grace Moretz Como Hailey Deonte.
- Jake Muxworthy Como Cory Hall.
- Lisette Bross Como Agente Especial Jamison.
- Kirsty Hinchcliffe Como Kristie Deonte.
- Robin Raven Como Dana.

- Datos: Q429835